# Adolf Sellschopp

Adolf Sellschopp als Wingolfit, 1885

Adolf Sellschopp, vollständig Adolf Karl Elias Heinrich Sellschopp, (* 17. Juli 1865 in Schwiggerow; † 18. Oktober 1914 bei Roeselare) war ein deutscher evangelisch-lutherischer Theologe und Pädagoge.

## Leben
Adolf Sellschopp war der zweite Sohn und das zweitälteste von acht Kindern des bürgerlichen Rittergutsbesitzers August Sellschopp (1835–1913) und seiner Frau Emilie, geb. Strempel (1842–1916). Der Philatelist Wilhelm Sellschopp (1862–1938) war sein älterer Bruder. Zwei seiner Schwestern heirateten Theologieprofessoren: Anna (1867–1948) heiratete Erich Schaeder (der Sellschopps Leibbursche im Greifswalder Wingolf war) und war die Mutter von Hildegard Schaeder, Martha (1878–1946) heiratete Wilhelm Lütgert. Gesine Palmer ist seine Urgroßnichte. Seine Tochter Helene heiratete den Theologen Richard Laabs.

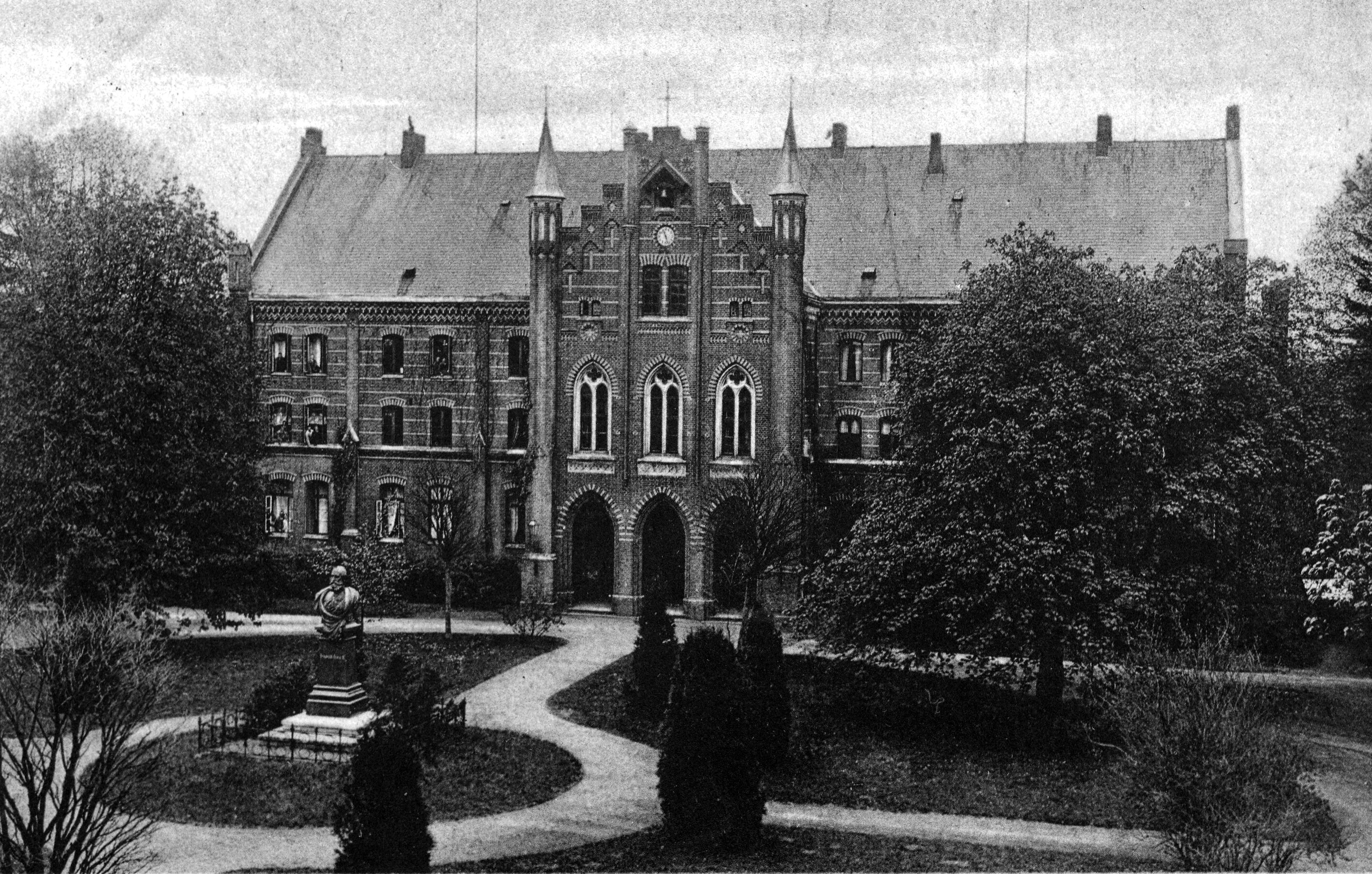
Lehrerseminar in Neukloster

Er wuchs in Groß Stove auf, besuchte die Schule in Waren (Müritz) und das Gymnasium Fridericianum Schwerin bis zum Abitur und studierte Evangelische Theologie an den Universitäten Berlin, Greifswald, Erlangen und ab dem Wintersemester 1886 Rostock. Er war im Greifswalder, Erlanger und Rostocker Wingolf aktiv. Nach seinem Examen ging er in den Schuldienst. Sellschopp war Seminarlehrer und ab 1899 Leiter des großherzoglichen Lehrerseminars in Neukloster.
1906 berief ihn der Rostocker Senat als Schuldirektor zum Leiter der städtischen Schulaufsicht in Rostock.
Sellschopp meldete sich zu Beginn des Ersten Weltkriegs freiwillig zum Kriegsdienst. Als Offiziersstellvertreter im Reserve-Regiment 214 und Kommandeur einer Radfahrerabteilung geriet er am Beginn der Ersten Flandernschlacht am 18. Oktober 1914 bei Roeselare/Roulers in einen Hinterhalt und fiel. Er wurde auf dem deutschen Soldatenfriedhof Menen begraben.
Am 17. Juli 1891 heiratete er in Rostock Ida Sophie Henriette Friederike, geb. Schnapauff (∗ 19. Juni 1868 in Friedrichsmühlen, Wohnplatz in Teldau), eine Tochter des Erbpächters auf Friedrichsmühlen Karl Johann Heinrich Schnapauff (1827–1873) und seiner Frau Helene, geb. Dühring (1842–1926). Das Ehepaar hatte zehn Kinder, fünf Söhne und fünf Töchter.  Sie starb am 2. Mai 1945 in Waren, gemeinsam mit ihren Töchtern Hanna (* 1894), Helene (* 1898, verheiratet mit Richard Laabs), und Lotte (* 1900) sowie den Enkeln Hans-Joachim (* 1930) und Bernhard (* 1932) Laabs.

## Werke
- Erbsündenlehre und Pädagogik: Vorträge gehalten auf der X. Theologischen Lehrkonferenz zu Mölln in Lauenburg im September 1908. Wismar: Bartholdt 1909
- Referat des Schuldirektors Adolf Sellschopp Über Wechselzöten in den Rostocker Volks- und Bürgerschulen gehalten in der Verhandlung der Kommitte am 5. März 1908. Auf Beschluß der Schulkommission gedruckt für die Mitglieder E. E. Rates und Erl. Bürgervertretung. [s. l.], 1909
- Lehrplan der Rostocker Volks- und Bürgerschulen für Knaben und Mädchen. Rostock: [Hinstorff] 1910
- Los von Luther? Ernste Wahrheiten für die Schulkämpfe der Gegenwart. Leipzig: Deichert 1911
- Neue Quellen zur Geschichte August Hermann Franckes. Halle: Niemeyer 1913 (Digitalisat)
- Religionsunterricht und Religiöses Erleben. Leipzig: A. Deichert 1914